# John Rognes

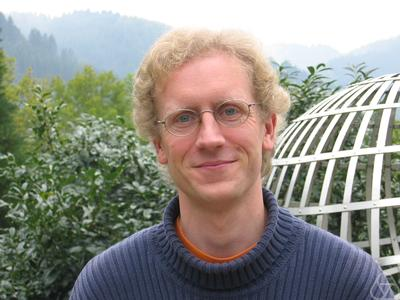
John Rognes

John Rognes (* 28. April 1966 in Oslo)  ist ein norwegischer Mathematiker.
Rognes war 1982 Programmierer an der Universität Lulea in Schweden und gewann 1983 die Bronzemedaille der Chemieolympiade in Timisoara und 1984 die Bronzemedaille auf der Internationalen Mathematikolympiade in Prag. Im selben Jahr machte er in Oslo sein Abitur und begann sein Studium der Mathematik mit dem Kandidaten-Abschluss (entsprechend dem Bachelor-Abschluss) 1985. Er erhielt 1987 seinen Master-Abschluss an der Princeton University, an der er 1990  bei Gunnar Carlsson promovierte (The rank filtration in algebraic K-theory).  1990/91 leistete er Militärdienst als Programmierer in Kjeller in Norwegen. Ebenfalls 1991 war er an der Universität Bielefeld, wo er auch 1993, 1994 und 1997 Gastwissenschaftler im SFB Diskrete Strukturen in der Mathematik war. Weitere Post-Doktoranden-Stellen waren an der Universität Aarhus (1991/92), der Universität Oslo und 1994 am Mittag-Leffler-Institut. 1994 wurde er Assistenzprofessor (Førsteamanuensis) und 1998 Professor an der Universität Oslo.
1989/90 war er Gastwissenschaftler in Berkeley und am MSRI. 1996 war er Gastprofessor an der Stanford University und der University of Chicago. Ab 2002 war er Teilnehmer am Programm stabile Homotopietheorie des Isaac Newton Institute. 2005/06 war er am Max-Planck-Institut für Mathematik in Bonn.
Er befasst sich vornehmlich mit algebraischer K-Theorie, algebraischer und geometrischer Topologie (Stabile Homotopietheorie) und Zahlentheorie (Anwendung der algebraischen K-Theorie zum Teil mit Charles Weibel). Er verfolgt auch Anwendungen in der mathematischen Physik.
Mit Clark Barwick wandte er die Q-Konstruktion von Daniel Quillen auf höhere Kategorien an.
2004 war er einer von 26 Wissenschaftlern, die vom nationalen norwegischen Forschungsrat ein 5-Jahres-Stipendium erhielten. Er war Vortragender auf dem Internationalen Mathematikerkongress 2014 in Seoul (Algebraic K-theory of strict ring spectra).
Von 2010 bis 2014 war er einer der Herausgeber von Acta Mathematica. Von 2014 bis 2018 war er Vorsitzender des Abel-Komitees. 2003 wurde er Mitglied der Königlich Norwegischen Wissenschaftlichen Gesellschaft und 2009 der Norwegian Academy of Sciences and Letters.

## Schriften (Auswahl)
- mit Charles Weibel: Two-primary algebraic K-theory of rings of integers in number fields. With an Appendix by Manfred Kolster. In: Journal of the American Mathematical Society. Band 13, Nummer 1, 2000, S. 1–54.
- mit Christian Auson: Algebraic K-theory of topological K-theory. In: Acta Mathematica. Band 188, Nummer 1, 2002, S. 1–39, doi:10.1007/BF02392794.
- Galois extensions of structured ring spectra. In: Memoirs of the American Mathematical Society. Band 192, Nummer 898, 2008, S. 1–97, (Digitalisat).
- Topological logarithmic structures. In: Andrew Baker, Birgit Richter (Hrsg.): New topological contexts for Galois theory and algebraic geometry. BIRS 2008 (= Geometry & Topology Monographs. 16). Mathematical Science Publishers, Berkeley CA 2009, S. 401–544, doi:10.2140/gtm.2009.16.401.
- mit Friedhelm Waldhausen, Bjørn Jahren: Spaces of PL manifolds and categories of simple maps (= Annals of Mathematics Studies. 186). Princeton University Press, Princeton NJ u. a. 2013, ISBN 978-0-691-15776-4.
- mit Robert R. Bruner: The Adams Spectral Sequence for Topological Modular Forms (= Mathematical Surveys and Monographs. 253). American Mathematical Society, Providence RI 2021, ISBN 978-1-4704-5674-0.